# Daara J

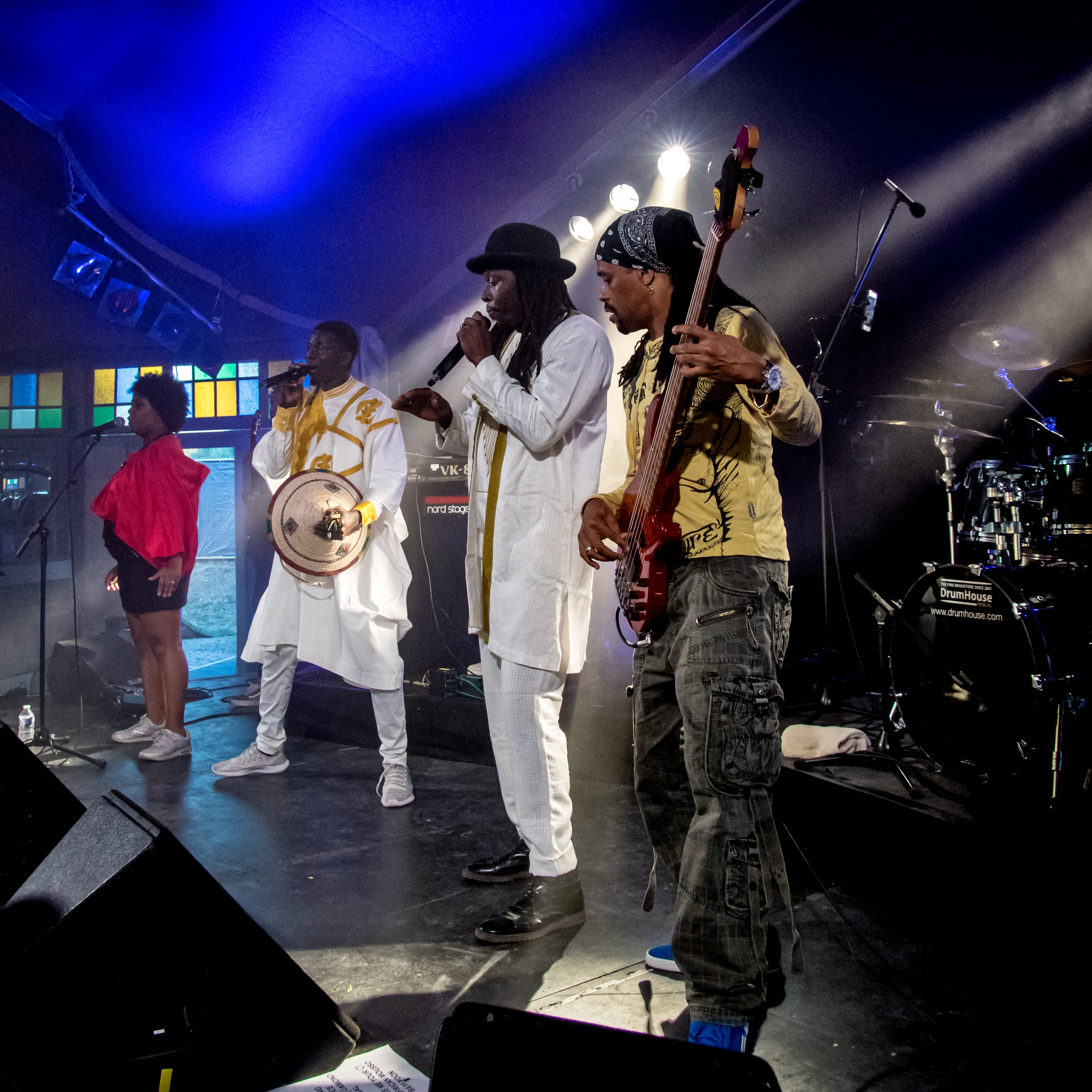
Daara J Zelt-Musik-Festival 2018 Freiburg, Alemania

Daara J (Se pronuncia Daa-raa Jee, que significa "La Escuela" en lenguaje Wólof) era un trío de rap de Senegal, sus miembros eran N’Dango D, Aladji Man y Faada Freddy. Su música mezcla Hip-Hop occidental con ritmos tradicionales africanos, creando una mezcla contagiosa. En su último álbum, Boomerang, trabajaron con varios artistas invitados, como Rokia Traoré y Sergent Garcia.

## Discografía
- Daara J (1997)
- Xalima (1998)
- Boomerang (2003)